# Condat-sur-Vézère

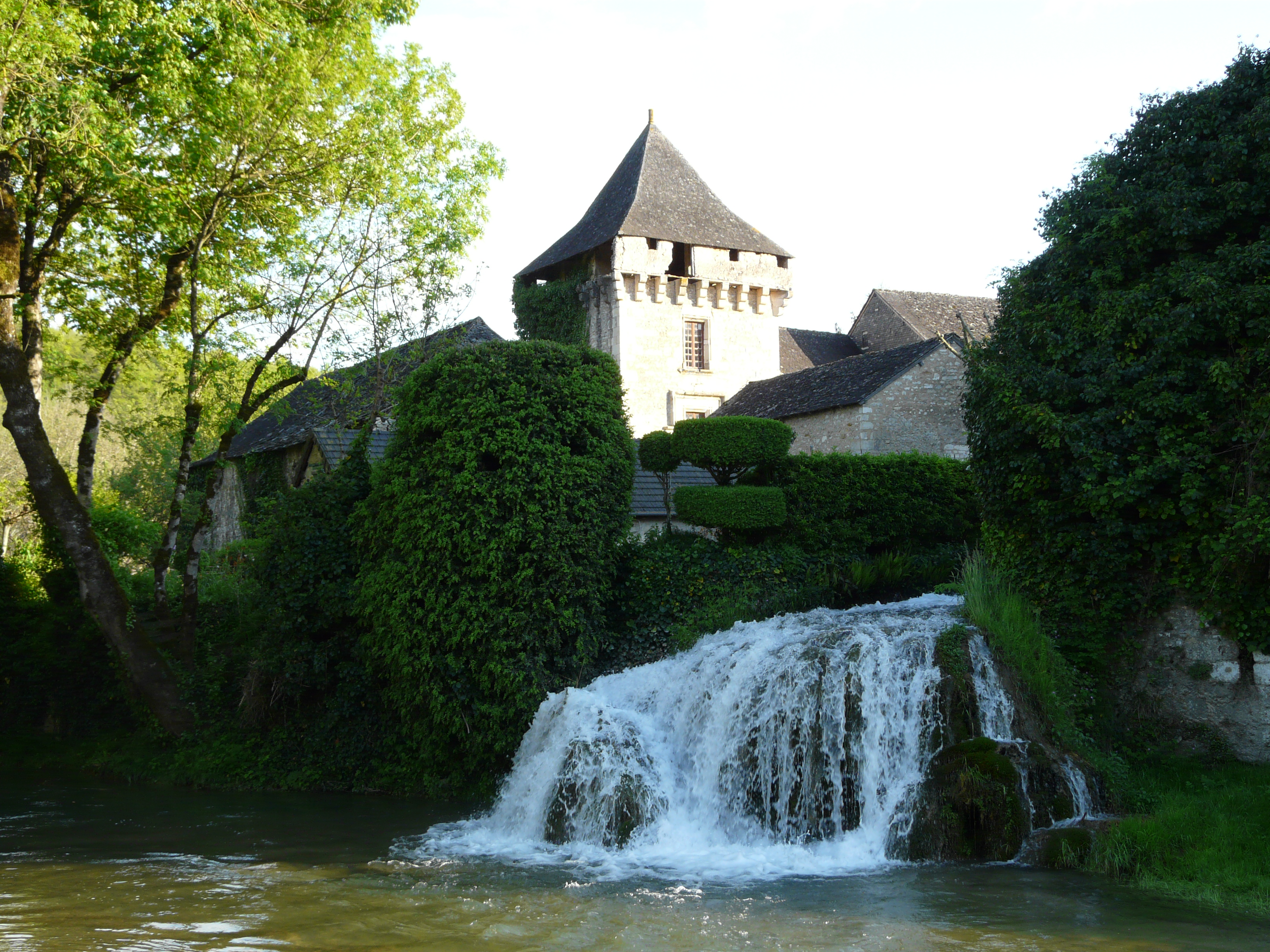
Kasteel

Condat-sur-Vézère is een gemeente in het Franse departement Dordogne (regio Nouvelle-Aquitaine) en telt 825 inwoners (1999). De plaats maakt deel uit van het arrondissement Sarlat-la-Canéda.

## Geografie
De oppervlakte van Condat-sur-Vézère bedraagt 16,5 km², de bevolkingsdichtheid is 50,0 inwoners per km².

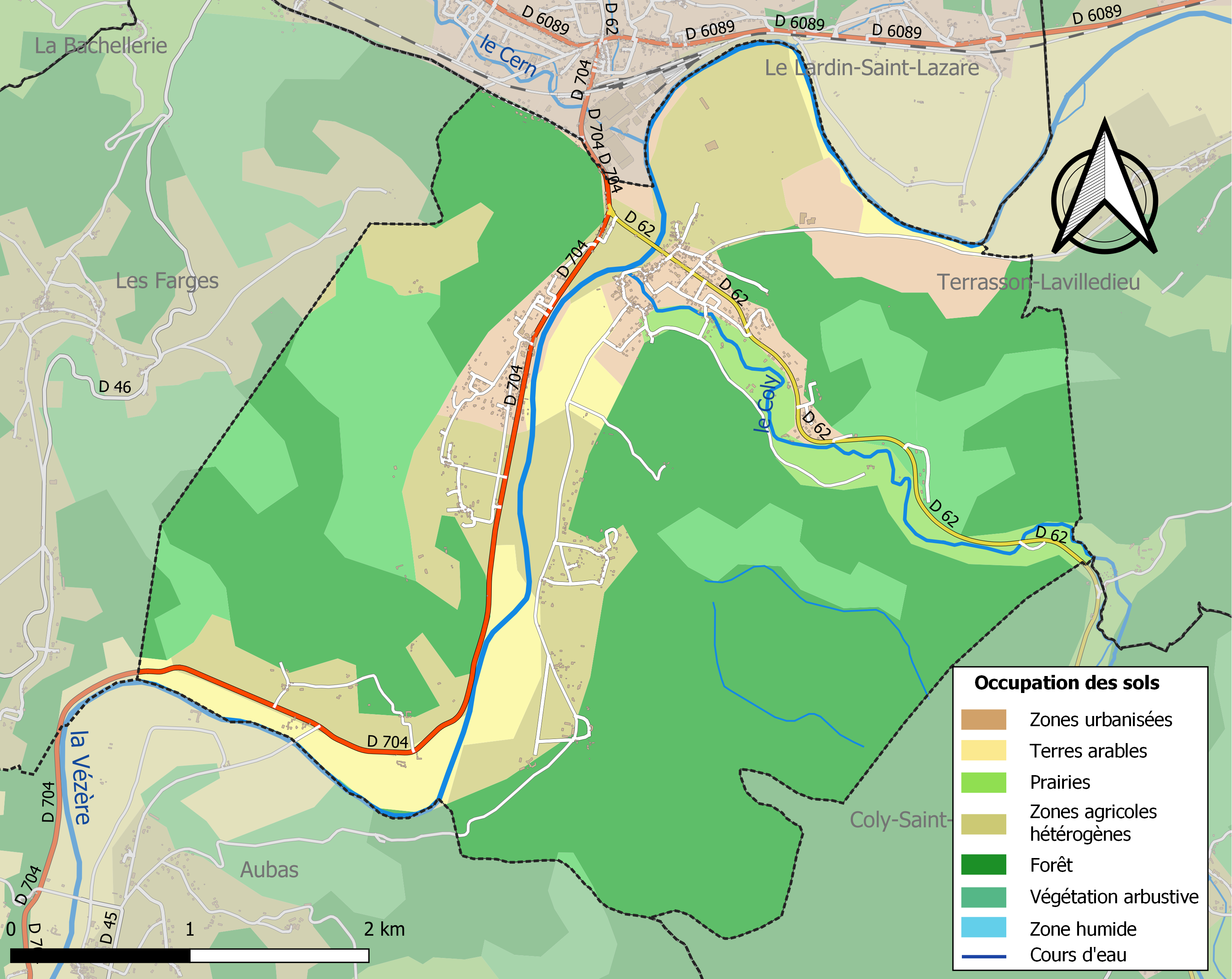
Kaart van de gemeente met de belangrijkste infrastructuur, bodemgebruik en omliggende gemeenten

## Verkeer
Het spoorwegstation Condat-Le Lardin ligt op het grondgebied van de aanpalende gemeente Le Lardin-Saint-Lazare.

## Demografie
Onderstaande figuur toont het verloop van het inwonertal (bron: INSEE-tellingen).